# جونان-کو، فوکوئوکا
جونان-کو، فوکوئوکا (به لاتین: Jōnan-ku, Fukuoka) یک منطقهٔ مسکونی در ژاپن است که در فوکوئوکا واقع شده‌است.